# Paurija
Paurija (ponegdje se kaže i Pavurija) je kraj u sjeverozapadnom dijelu Karlovačke županije u Republici Hrvatskoj između rijeka Dobre i Mrežnice.

## Zemljopisni smještaj
Paurija obuhvaća dio općine Netretić, mjesta Novigrad na Dobri, Zagradce, Dubravce, Jarče Polje, Mračin te cijelo područje do grada Duge Rese. Neki Paurijom smatraju cijeli kraj između rijeka Dobre i Mrežnice, neki predio oko grada Duge Rese, neki pak samo naselje Dubravce. Često se Novigrad na Dobri te Dubravce navode kao središnja paurska naselja, a Dubravci se često postovjećuju sa samom Paurijom. 
Kao što je slučaj i s nazivima Brajci i Kostenjari zanimljivo je da se često mještani pojedinih sela, čak i susjednih, ne slažu uvijek u tome gdje prestaje, a gdje počinje Paurija (sigurno je samo za Dubravce) pa dolazi čak i do preklapanja područja Brajaca i Paura.
U mjestu Dubravci koje se često poistovjećuje s nazivom Paurija djeluje Kulturno umjetničko društvo Paurija, postoji mjesni malonogometni turnir Paurija te restoran Paurija.

## Pauri i podrijetlo naziva
Stanovnici Paurije se nazivaju Pauri (za žene se kaže Paurke) ili ponekad Pavuri. Nazivi Paur te Paurija su najvjerojatnije izvedeni od njemačke riječi "Bauer" koja znači "seljak" te su označavali seljačko, civilno stanovništvo nasuprot krajiškom, vojnom stanovništvu Vojne granice (krajine) za koje se veže široko rasprostranjen pojam Brajci.
Prema drugoj priči, riječ Paur dolazi iz turskog jezika i znači nepobjediv. Naime, kada su Turci u svojim pohodima i pljačkanjima haračili središnjom Hrvatskom, na jednom mjestu bi uvijek bili potučeni tj. kada bi prešli rijeku Dobru na Banovčevom slapu. Stoga su ljude s lijeve strane Dobre prozvali Paurima. Kasnije kako je Osmanlijsko Carstvo slabilo tako se i Paurija proširila do Duga Rese.
Stanovnici Jarčeg Polja blizu Novigrada na Dobri su poznati kao Prkanjci. Naime, riječ Prkanjci dolazi od riječi "prek" tj. "prik" pa prema tome je nastalo "Perkanjci", "Prkanjci", "Prikanjci" ili "oni preko Dobre". Znači mještani Jarčeg Polja su Pr(e/i)kanjci za ove iz susjednog naselja Mračin i obrnuto.

## SlavonskaPaurija
Zanimljivo je da i u Slavoniji, u okolici Požege također postoji jedan kraj koji se zove Paorija, a mještani Paori. Taj naziv također vjerojatno vuče isto ili slično podrijetlo s karlovačkom Paurijom.

## BrajciiKostenjari
Uz naziv Pauri, u karlovačkoj okolici postoji još mjesnih neslužbenih naziva za određeni kraj pa se tako mještani Netretića i okolnih mjesta te još nekih drugih mjesta nazivaju Brajci dok se za stanovništvo u okolici mjesta Ribnik kaže Kostenjari (Kostanjari). 

## Vanjske poveznice
- Stranice Kulturno umjetničkog društva Paurija.  Arhivirana inačica izvorne stranice od 16. rujna 2017. (Wayback Machine)
- Stranice Turističke zajednice Karlovačke županije.